# 고고스타
고고스타(Go Go Star)는 대한민국의 디스코 록 밴드로, 이태선(보컬), 김선아(베이스), 이연석(DJ), 알리(드럼)로 구성되어 있다.
럭스의 전 베이시스트 이태선이 만든 밴드로, 결성 초부터 많은 관심을 받았으며 신인밴드로서는 이례적으로 쌈지 사운드 페스티벌, 인천 펜타포트 락 페스티벌, 동두천 락 페스티벌 등 국내 유수의 페스티벌에 많은 주목과 활약을 보여주고 있다.
특히 《EBS 스페이스 공감》의 헬로 루키로 선정되어 독특한 음악과 스타일을 공중파를 통해 보여준 바 있다.
일반적인 록 밴드에서 가장 중요한 리드 기타 없이 DJ가 그 역할을 대신하고 있는 상당히 독특한 밴드 구성을 하고 있고 이로 인해 다분히 테크노/일렉트로닉하면서도 강한 댄스 비트를 고고스타의 음악적인 특징으로 보여준다.

## 구성원

### 현재
| 멤버명       | 포지션                 |
| ------------ | ---------------------- |
| 이태선       | 보컬, 신시사이저, 기타 |
| 김선아       | 베이스, 보컬           |
| 정철         | 기타                   |
| 김진휘(세션) | 드럼                   |

## 음반 목록

### 정규 음반
1. 《Last Show》 (2009년 4월 29일)
2. 《Black comedy》 (2011년 8월 22일)
3. 《망가진 밤》 (2014년 8월 6일)

### 싱글
- 《Go Go Party!》 (2008년 7월 15일)
- 《성난 인형극》  (2010년 2월 18일)
- 《Panic Attack》 (2012년 9월 7일)
- 《Highlight》    (2012년 9월 14일)
- 《설원의 신》    (2013년 2월 8일)
- 《망가진 밤(Broken Night)》(2014년 7월 21일)

### 기타
- 《No Future For You/대한민국 따위는 신경꺼라! 여기에 너를 위한 미래는 없다!》 (2008년)
- 《Into the K League》 (2010년)
- 《Roxta Muzik X-Mas Present》 (2011년)